# Спринг Вали (Минесота)
Спринг Вали (енгл. Spring Valley) град је у америчкој савезној држави Минесота.

## Демографија
По попису из 2010. године број становника је 2.479, што је 39 (-1,5%) становника мање него 2000. године.
| Група             | 2000.         | 2010.         |
| Белци             | 2.481 (98,5%) | 2.409 (97,2%) |
| Афроамериканци    | 2 (0,1%)      | 16 (0,6%)     |
| Азијати           | 2 (0,1%)      | 13 (0,5%)     |
| Хиспаноамериканци | 11 (0,4%)     | 17 (0,7%)     |
| Укупно            | 2.518         | 2.479         |